# Litwa (przystanek kolejowy)
Litwa (biał. Літва, ros. Литва) – przystanek kolejowy w miejscowości Litwa, w rejonie mołodeczańskim, w obwodzie mińskim, na Białorusi.